# 芭芭拉·贝德福德
芭芭拉·贝德福德（英語：Barbara Bedford，1972年11月9日—），美国女子游泳运动员。她曾代表美国参加2000年夏季奥林匹克运动会游泳比赛，获得女子4×100米混合泳接力金牌。